# Băhnășeni
Băhnășeni es una localidad rumana de la comuna de Pârjol, en el condado de Bacău.

## Historia
Hacia finales del siglo XIX, la localidad, que ya por entonces pertenecía al condado de Bacău, formaba parte de la antigua comuna homónima de Băhnășeni y tenía contabilizada una población de 339 habitantes.
En la segunda mitad del siglo XX la localidad había pasado a formar parte de la comuna de Pârjol. En el censo de 2021 la localidad tenía una población de 776 habitantes.